# Madonie
Le Madonìe o Madonìa (in siciliano Li Marunìi) sono una breve dorsale montuosa posta nella parte settentrionale della Sicilia, interamente compresa nella città metropolitana di Palermo.
Si trovano ad ovest dei Monti Nebrodi e dei monti Peloritani. Questi ultimi sono compresi nella città metropolitana di Messina. Questi tre gruppi montuosi formano l'appennino siculo. Il gruppo è costituito, nella sua parte centrale, da un altopiano carsico che comprende le vette più alte della Sicilia dopo l'Etna. 
Costituiscono una delle aree di fondamentale importanza per l'approvvigionamento idrico di Palermo e di buona parte della sua area metropolitana: numerosissime sono infatti le manifestazioni sorgentizie qui presenti, alcune delle quali con portate medie attorno agli 800 l/s, come ad esempio quella di Scillato che è captata dall'omonimo acquedotto.
Dal 2015, con l'inserimento nella lista globale dei geoparchi da parte dell'UNESCO, il parco delle Madonie è considerato sito patrimonio mondiale.

## Etimologia
In epoca classica, il nome del complesso orografico era Maroneum. Plinio il Vecchio ricorda il toponimo descrivendo il fragore dei boati del vulcano Etna udito da aree distanti: «favilla Tauromenium et Catinam usque pervenit fervens, fragor vero ad Maroneum et Gemellos Colles». Successivamente il toponimo venne assimilato al feudo di Madonìa, di proprietà dei marchesi Crescimanni. In passato questo era uno dei feudi della Baronia d'Aspromonte che insisteva su parte del territorio di proprietà della famiglia La Farina, nobile di Palermo.

## Geografia

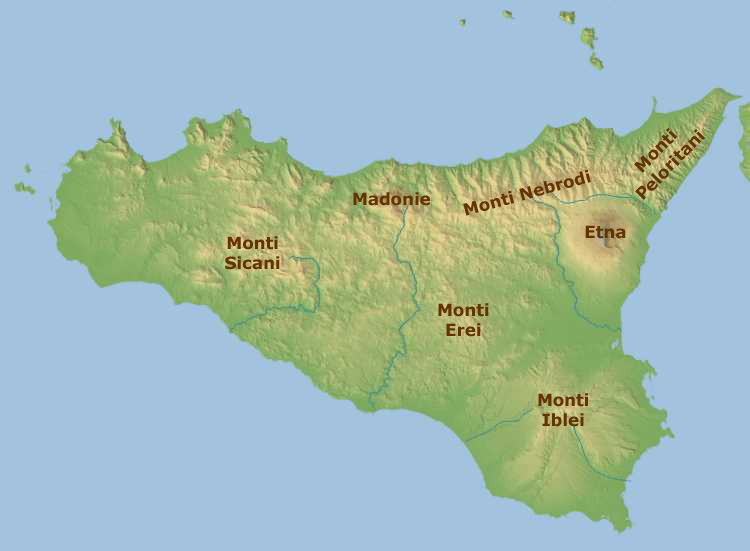
Massicci montuosi della Sicilia

La catena, situata nella Sicilia centro-settentrionale, è compresa nel Parco delle Madonie e si estende tra le valli dei fiumi Imera Settentrionale ad ovest e Pollina ad est, che lo separa dai monti Nebrodi; a sud le Madonie abbassano bruscamente dalle cime in coincidenza del confine con il Libero Consorzio di Caltanissetta, che costituisce il confine meridionale dividendo le Madonie dagli altopiani dell'entroterra siciliano, mentre a nord le Madonie si tuffano nel mar Tirreno che ne segna dunque il limite settentrionale.
A partire dalla costa settentrionale si susseguono il rilievo di pizzo Dipilo, pizzo Sant'Angelo, il piano Zucchi tra il rilievo di monte dei Cervi (con le cime di monte Castellaro, pizzo Antenna Piccola, pizzo Colla e monte Fanusi insieme con la sorgente di Scillato) e quello di pizzo Carbonara, in gran parte occupato da un altopiano con doline e con pareti sub-verticali verso ovest e nord. Segue il gruppo montuoso di monte San Salvatore, costituito da arenarie, con numerose cime secondarie tra cui il monte Alto, il monte Cavallo e monte Scalone, sul cui versante settentrionale crescono gli ultimi esemplari di Abies nebrodensis, abete neoendemico siciliano.
Ad est del Torrente Mandarini (affluente dell'Imera Meridionale) si eleva il pizzo Catarineci, rilievo arenaceo alla cui sommità c'è un'ampia prateria spesso frequentata da cavalli, circondata da boschetti di faggio. A nord, sul mare, in posizione isolata, troviamo quella che è considerata la punta estrema delle Madonie: la rocca di Cefalù (270 m s.l.m.)
Le Madonie sono l'ultima catena montuosa dell'Appennino Siculo (che a sua volta fa parte dell'Appennino Meridionale) e segnano, quindi, la fine degli Appennini.

### Orografia

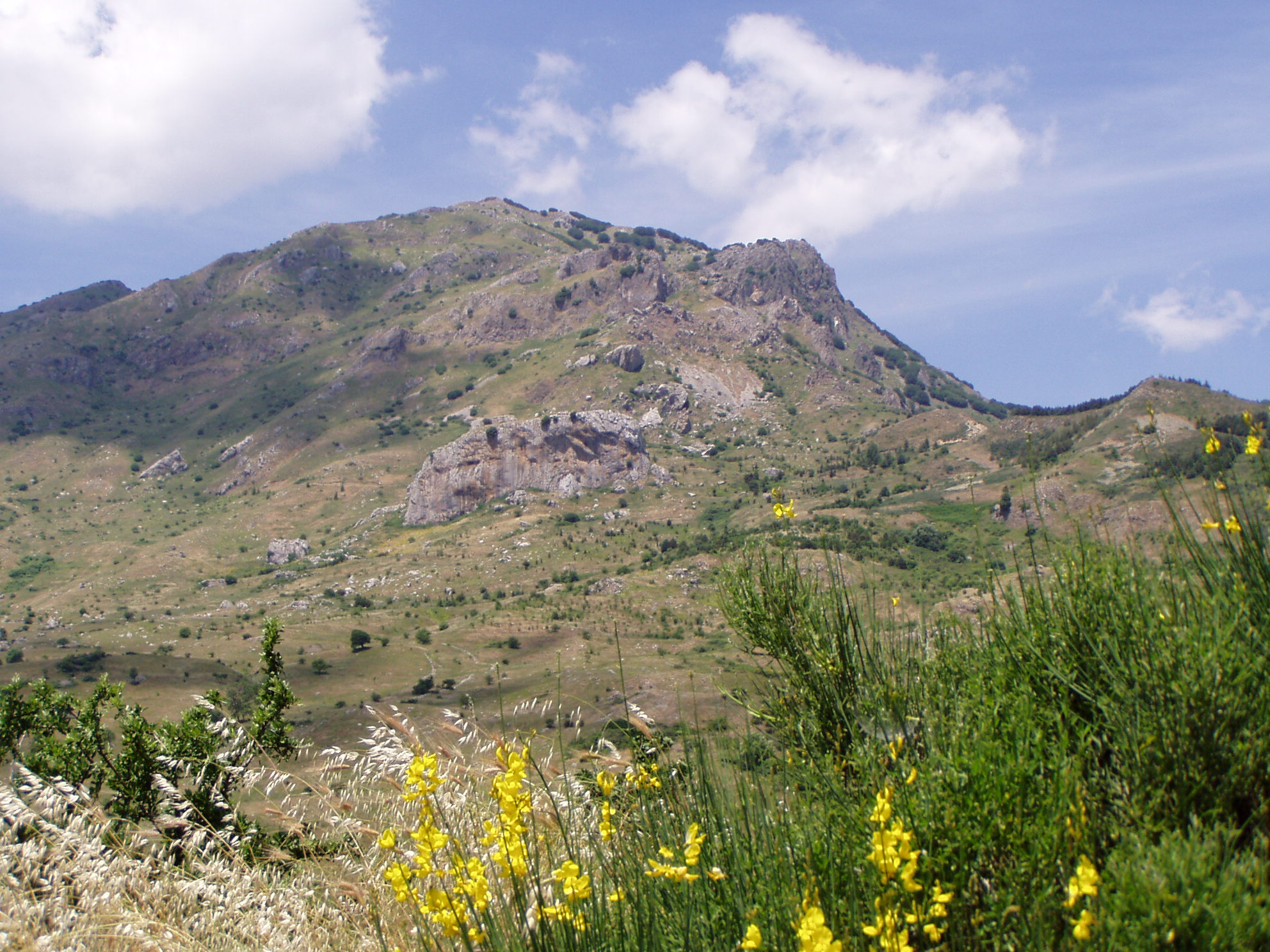
Madonie: Monte S.Salvatore

La vetta più alta è il Pizzo Carbonara (1.979 m s.l.m.), la seconda della Sicilia dopo l'Etna (3.357 m s.l.m.). Tra le cime più alte troviamo:
- Pizzo Antenna Grande (o della Principessa) (1.977 m s.l.m.)
- Pizzo Palermo (1.964 m s.l.m.)
- Monte San Salvatore (1.912 m s.l.m.)
- Monte Ferro (1.906 m s.l.m.)
- Pizzo Scalonazzo (1.904 m s.l.m.)
- Monte Quacella (1.869 m s.l.m.)
- Monte Mufara (1.865 m s.l.m.)
- Monte dei Cervi (1.794 m s.l.m.)
- Monte Daino (1.780 m s.l.m.)
- Monte Spina (1.755 m s.l.m.)
- Pizzo Antenna Piccola (1.697 m s.l.m.)

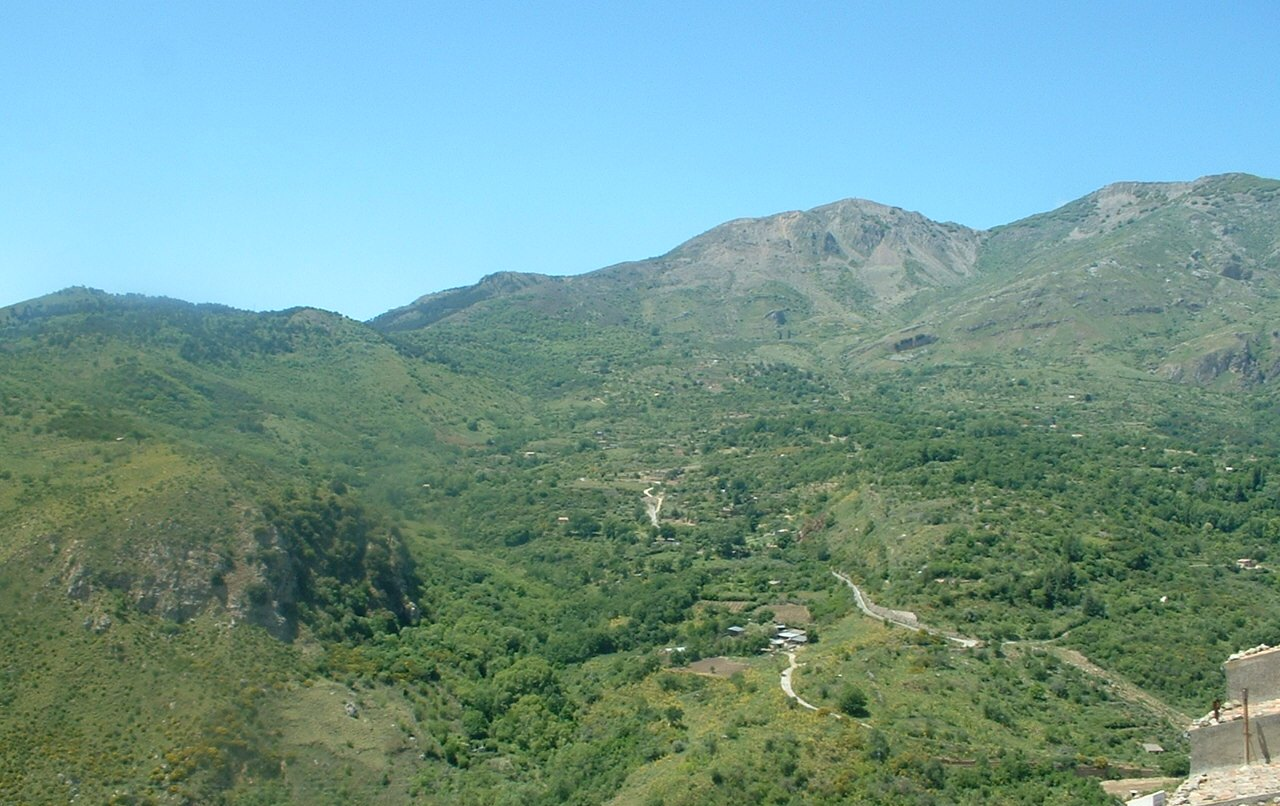
Il versante meridionale delle Madonie visto da Petralia Sottana.

- Pizzo Catarineci (1.660 m s.l.m.)
- Monte Castellaro (1.656 m s.l.m.)

- Pizzo Cerasa (1.559 m s.l.m.)
- Pizzo di Fao (1.538 m s.l.m.)
- Cozzo Vituro (1.507 m s.l.m.)
- Monte Fanusi (1.472 m s.l.m.)
- Pizzo Canna (1.429 m s.l.m.)
- Pizzo Dipilo (1.385 m s.l.m.)
- Pizzo di Corcò (1.357 m s.l.m.)
- Monte Roccelito (1.145 m s.l.m.)
- Monte Balatelli (1.125 m s.l.m.)
- Pizzo Sant'Angelo (1.081 m s.l.m.)
- Pizzo Cerro (933 m s.l.m.)

### Clima
Diversamente dalla costa e dal resto della Sicilia, gli inverni sono più lunghi e rigidi con temperature talvolta inferiori a -10 °C, ed estati calde ma non afose. La neve cade abbondante sopra i 900-1000 metri. Sopra i 1800 metri in alcune grotte chiamate neviere è possibile trovare la neve anche in piena estate.

## Geografia antropica

### Comuni
I comuni ricadenti all'interno del territorio delle Madonie sono 21:
- Alimena
- Blufi
- Bompietro
- Caltavuturo
- Campofelice di Roccella
- Castelbuono
- Castellana Sicula
- Cefalù
- Collesano
- Gangi
- Geraci Siculo
- Gratteri
- Isnello
- Lascari
- Petralia Soprana
- Petralia Sottana
- Polizzi Generosa
- Pollina
- San Mauro Castelverde
- Scillato
- Sclafani Bagni